# Facultad de Derecho de la Universidad de Valparaíso
La Facultad de Derecho es una de las diez facultades de la Universidad de Valparaíso. Está conformada por la Escuela de Derecho y anteriormente, por la Escuela de Trabajo Social.
Esta Escuela de Derecho fue la primera a nivel regional en Chile. Es la unidad académica que dio origen a los estudios universitarios públicos en Valparaíso, siendo inicialmente administrada por el Liceo de Hombres de Valparaíso, más tarde por la Universidad de Chile, y actualmente por la Universidad de Valparaíso. Esta es además una de las cinco escuelas de Derecho tradicionales de Chile (aquellas fundadas con anterioridad a 1981), junto a las Escuelas de Derecho pertenecientes a la Universidad de Chile, Universidad de Concepción, Pontificia Universidad Católica de Chile y Pontificia Universidad Católica de Valparaíso.

## Historia

### Curso de Leyes fiscal para Valparaíso (1878-1911)

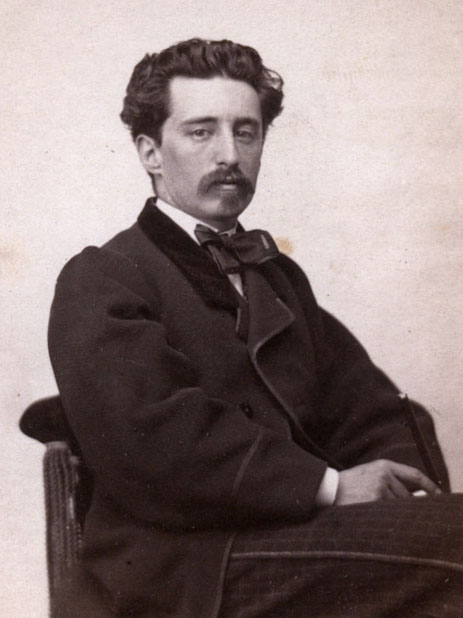
Eduardo de la Barra Lastarria (1939-1900), uno de los impulsores de la educación superior en Valparaíso.

En 1878, el destacado intelectual y político radical Eduardo de la Barra, en su calidad de rector del Liceo de Hombres de Valparaíso (actual Liceo Eduardo de la Barra) organizó un inédito curso de Derecho para estudiantes de Valparaíso. Su idea era crear una formación en Leyes que fuera al mismo tiempo laica y fiscal. Sin embargo, las condiciones todavía no estaban dadas en la ciudad para tal proyecto, y la iniciativa debió esperar todavía unos años antes de materializarse por completo.
Entre fines del siglo XIX e inicios del siglo XX, existía en Chile un fuerte debate político sobre si debía existir o no una separación Iglesia-Estado. En 1910, mientras se discutía en el Congreso Nacional un proyecto de ley que buscaba establecer una enseñanza primaria obligatoria y laica para todo el país, un grupo de diecinueve estudiantes del Curso de Leyes de los Sagrados Corazones envió un telegrama al Centro de Propaganda Radical de Santiago, para manifestar su completa adherencia a dicha iniciativa. Este manifiesto generó una fuerte polémica, promovida por los medios locales. Acto seguido, el grupo de estudiantes se retiró de su establecimiento educacional, para sumarse a un movimiento para la creación de un curso fiscal de leyes en Valparaíso, donde se pudiera estudiar todo tipo de materias. Dicho movimiento fue encabezado por liberales Guillermo Rivera Cotapos y Enrique Bermúdez de la Paz, senador y diputado por Valparaíso, respectivamente, con tal éxito que el 18 de mayo de 1911, mediante Decreto Supremo firmado por el presidente de la República, Ramón Barros Luco, se creó el «Curso de Leyes de la Ciudad de Valparaíso».

### Escuela de Derecho de la Universidad de Chile, sede Valparaíso (1911-1981)

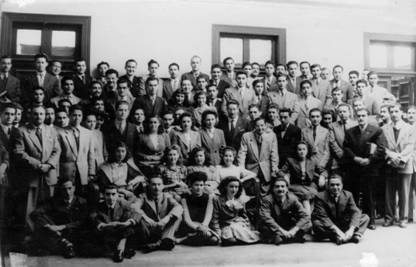
El Curso de Leyes de Valparaíso, en 1911.

La tarea de proponer a los profesores para el Curso de Leyes en Valparaíso fue encomendada al rector de la Universidad de Chile de entonces, Domingo Amunátegui Solar. De este modo, desde 1911 y durante los 70 años siguientes, tanto esta Escuela en formación como las siguientes estarían vinculadas a dicha institución.

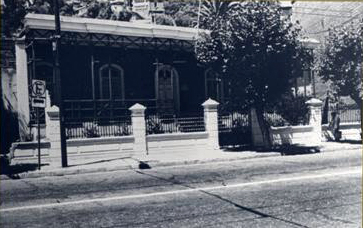
Segunda sede del Curso de Leyes (Colón 2128), cedida en 1927 por el Liceo de Hombres.

En un comienzo el Curso de Leyes funcionó en las dependencias del Liceo de Hombres de Valparaíso (actual Liceo Eduardo de la Barra), y sus tres primeros directores fueron los rectores del Liceo, siendo el primero de ellos el profesor alemán Carlos Rudolph. En 1927, el Curso se independizó del Liceo y se trasladó a un edificio contiguo cedido por este último, ubicado en la calle Colón 2128 y que hasta entonces había servido como residencia para los rectores del Liceo. Al año siguiente, el nombre del Curso de Leyes se cambió por el de Escuela de Ciencias Jurídicas y Sociales, que años más tarde derivaría en el de Escuela de Derecho.
En los años 30 la Escuela contó como director con el destacado civilista Luis Vicuña Suárez, en cuyo honor se nombró una de las principales aulas de la Escuela.

#### Dirección de Victorio Pescio

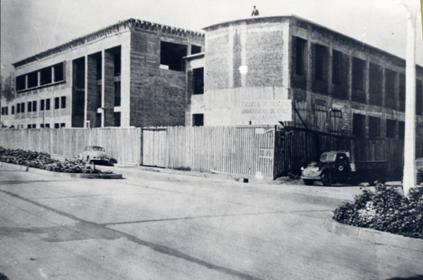
Construcción de la Escuela de Derecho en su sede actual en calle Errázuriz (c. 1948).

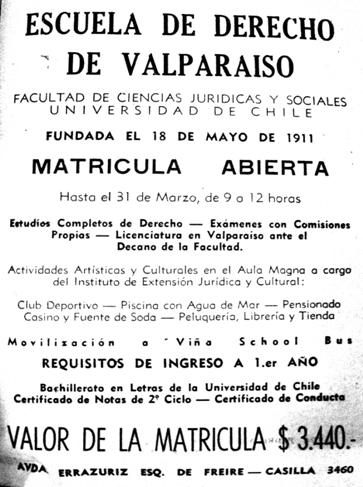
Antiguo afiche promocional de la Escuela de Derecho.

En 1936 asumió su dirección el profesor Victorio Pescio Vargas, quien ejerció durante 28 años, hasta 1964, año en que decidió renunciar, producto de una serie de movilizaciones estudiantiles que comenzaron a criticar su estilo autoritario de conducción de la Escuela.
En 1945 se creó la Escuela de Trabajo Social. Tres años más tarde, por iniciativa de Pescio se comenzó a construir el edificio actual de la Escuela de Derecho, en la calle Errázuriz 2120. Este edificio se dotó de modernas instalaciones para la época, estatuas y mosaicos que lo convirtieron en un edificio educacional destacado a nivel nacional. Durante su dirección se creó también en 1961 la imprenta llamada Prensas de la Escuela de Derecho. Al año siguiente se creó la radio Valentín Letelier, que inicialmente perteneció a esta Escuela y que actualmente es administrada por la Dirección de Extensión y Comunicaciones de la Universidad de Valparaíso.
Durante estos años dictaron clases destacados académicos, incluyendo al propio Victorio Pescio Vargas (Derecho Civil), además de Ramón Meza Barros (Derecho Civil), Mario Casarino Viterbo (Derecho Procesal) y Carlos León Alvarado (Filosofía del Derecho). A los anteriores se sumaron juristas extranjeros que visitaron la Escuela, tales como Francesco Carnelutti, Eduardo Juan Couture y Giuseppe Bettiol.

#### Decanato de Italo Paolinelli

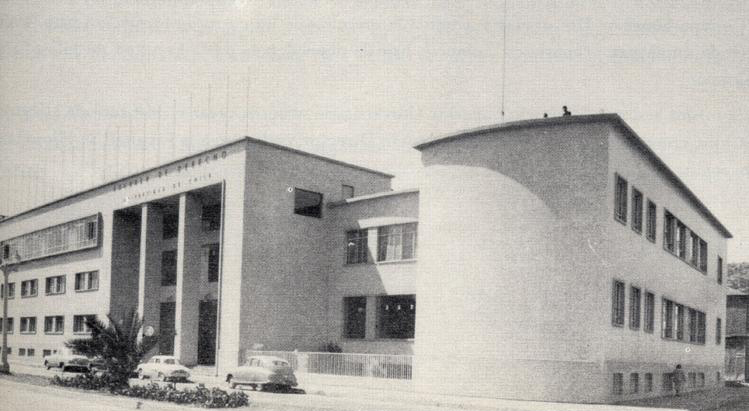
Escuela de Derecho en 1977

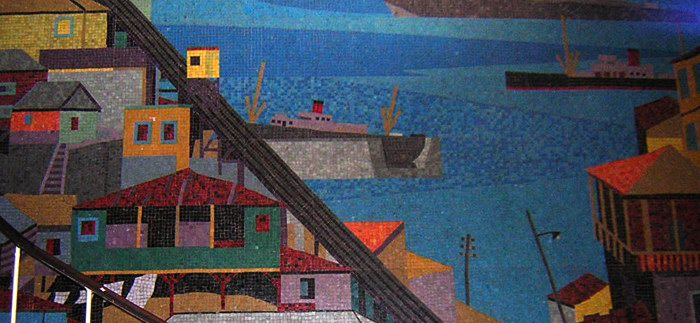
Mosaico de Valparaíso (creado por Camilo Mori), ubicado al interior de la Escuela de Derecho.

Entre los años 1960 y 1980, la Escuela de Derecho supo consolidarse a pesar de las dificultades sociopolíticas de aquellos años, en que se llevaron a cabo la reforma universitaria de 1967-1973, el período de la Unidad Popular, el golpe de Estado y consecuente inicio de la dictadura militar liderada por Augusto Pinochet.
Ítalo Paolinelli Monti fue director y Decano de la Escuela de Derecho entre 1969 y 1998, por lo que además de lo anterior vivió el período de transición cuando en 1981 se fundó la Universidad de Valparaíso y la Escuela de Derecho dejó por tanto de pertenecer a la Universidad de Chile. Durante su período las Prensas de la Escuela de Derecho derivaron en el sello editorial Edeval. En 1970 se creó la Revista de Ciencias Sociales, y durante estos años se integró también al plantel el destacado profesor de derecho penal, Manuel de Rivacoba y Rivacoba. En 1972, bajo un referéndum la Universidad de Chile reestructuró la administración de sus escuelas en Valparaíso, quedando organizadas en facultades para comportarse así como una verdadera sede regional. De este modo, en ese año se creó la Facultad de Derecho y Ciencias Sociales en la ciudad de Valparaíso.
Dentro de las visitas de juristas extranjeros en este período, destacan Luis Jiménez de Asúa, Giuseppe Bettiol, Eugenio Raúl Zaffaroni, Antonio Hernández Gil, Miguel Reale y Norberto Bobbio. Durante los últimos años del decanato de Paolinelli se sumaron además las visitas de Carlos Santiago Nino, Ronald Dworkin, Eugenio Bulygin y Luis Díez-Picazo.

### Facultad de la Universidad de Valparaíso (1981-actualidad)
El 12 de febrero de 1981 se fundó la Universidad de Valparaíso, como institución autónoma de educación superior, a través del Decreto con Fuerza de Ley (D.F.L.) N° 6, del Ministerio de Educación. La Escuela de Derecho pasó entonces a depender de esta Universidad, dejando de formar parte de la Universidad de Chile.

Escuela de Trabajo Social, ubicada en Colón 2128. Edificio construido luego del terremoto de 1985, en los terrenos cedidos por el Liceo de Hombres en 1927.

El terremoto de 1985 afectó gravemente las instalaciones del antiguo edificio de Colón 2128. La edificación fue demolida, siendo reemplazada por la actual, utilizada hasta hoy por la Escuela de Trabajo Social.
Durante los últimos años, bajo la dirección del profesor Ricardo Saavedra y el decanato del profesor Alberto Balbontín Retamales, la Escuela de Derecho ha experimentado una continua mejora en sus labores de docencia de pre y posgrado, así como en las tareas de investigación, recuperando parte del terreno perdido desde el año 2000 en el panorama regional frente a la Universidad Católica del puerto. Especial atención merece aquí la incorporación de diversos profesores con grado de doctor, el inicio del doctorado en derecho y la conmemoración del centenario de la Escuela de Derecho, el año 2011.
La Escuela destaca en el contexto nacional en la docencia, por ofrecer una formación plural (no solamente en asuntos políticos, sino en las convicciones sobre la justicia y el derecho), de excelencia (compite en el primer lugar de la región con la PUCV y la U. Adolfo Ibañez) y a un costo muy bajo. El más reciente estudio de mifuturo.cl dependiente del Ministerio de Educación de Chile ubica a sus egresados en el Cuarto Lugar de mejores ingresos al Primer año de titulación con un índice de 85.4%. Se perfila como la segunda escuela menos costosa del país, con una suma que asciende a los $2.315.000 por concepto de Arancel Anual.
En el ámbito de la investigación, destaca la adjudicación de una cantidad creciente y sostenida en el tiempo de proyectos apoyados por la Comisión Nacional de Investigación Científica y Tecnológica (CONICYT) a través de su programa FONDECYT.
A ello se suma la reciente adjudicación de un Programa MECESUP con motivo de la óptima implementación de la nueva malla curricular en actual desarrollo.
Desde el año 2012, la Escuela de Derecho imparte un Programa de Doctorado en Derecho. Lo dirige el Prof. Dr. Juan Carlos Ferrada y su Consejo Directivo lo componen los Profesores Doctores José Luis Guzmán Dálbora, Hugo Herrera y Agustín Squella, programa que obtuvo su acreditación por la Comisión Nacional de Acreditación.
Luego de concluido su último período en el cargo Ricardo Saavedra, se convocó a elecciones en las que resultó ganador, con un apoyo superior al 70 % de los votos, Claudio Oliva, quien fue reelegido cuatro veces en el cargo. En 2024 fue sucedido por Inés Robles Carrasco, quien fue elegida con el 90,91% de los votos, como candidata única y primera mujer en el cargo.

## Alumnado destacado
La Facultad de Derecho de la Universidad de Valparaíso ha formado profesionales que han destacado en diversos ámbitos.
- Haroldo Brito Cruz, presidente de la Corte Suprema entre 2018-2019.[15]
- Rubén Ballesteros, presidente de la Corte Suprema entre 2012-2014.[16]
- Daniela Marzi, presidenta del Tribunal Constitucional desde 2024.[17]
- Patricia Pérez Goldberg, jueza de la Corte Interamericana de Derechos Humanos, y ministra de Justicia entre 2012 y 2014, durante el primer gobierno de Sebastián Piñera.[18]
- Laura Soto González, senadora por la Región de Valparaíso, embajadora de Chile en Nicaragua, y diputada.[19]
- Francisco Chahuán Chahuán, senador por la Región de Valparaíso, y presidente de RN.[20]
- Ernesto Muñoz Lamartine, subsecretario de Justicia bajo el gobierno del presidente Gabriel Boric.[21]
- Pedro Huichalaf, subsecretario de Telecomunicaciones en el segundo gobierno de Michelle Bachelet desde 2014 hasta 2016.[22]
- Jorge Martínez Durán, Delegado Presidencial Regional e intendente de la Región de Valparaíso, bajo el Segundo Gobierno de Sebastián Piñera.[23]
- Jorge Dip Calderón, gobernador de la provincia de Valparaíso entre 2016 y 2018.[24][25]
- Aldo Valle Acevedo, vicepresidente del Consejo Constitucional y rector de la Universidad de Valparaíso.[26]
- Magdalena Sepúlveda Carmona, abogada y activista de derechos humanos, ex Relatora Especial de las Naciones Unidas sobre Pobreza Extrema y Derechos Humanos.[27]
- Diego Simpértigue, ministro de la Corte Suprema desde 2022.[28]
- Mireya López Miranda, ministra de la Corte Suprema de Chile desde 2024.[29]
- Waldo L. Parra, abogado y novelista, autor de la saga de novela histórica "Masones y Libertadores".[30]
- Álvaro Quintanilla, miembro de la Corte Suprema y Profesor Emérito de la Universidad desde 2008.[31]
- Agustín Squella, académico y escritor, rector de la Universidad entre 1990 y 1998.[32]
- Francisco Figueroa Grover, contralmirante de Justicia y auditor general de la Armada desde 2022.[33]
- Hugo Eduardo Herrera, abogado y filósofo chileno, reconocido por sus estudios sobre el pensamiento de Immanuel Kant y Carl Schmitt.[34]
- Mauricio Redolés, es un poeta y músico chileno, activista por los derechos humanos durante la dictadura de Pinochet.[35]
- Juan Cameron, poeta y periodista porteño, exiliado por la dictadura militar.[36]